# Ligna
Die Ligna (Eigenschreibweise: LIGNA, von ligna lat. = die Hölzer) zeitweise auch Ligna Plus (Ligna+) ist eine Fachmesse zum Thema Holzverarbeitung und Holzbearbeitung. Sie findet in ungeraden Jahren auf dem Gelände der Hannover Messe statt.
Veranstalter ist die Deutsche Messe AG, Mitveranstalter ist der Fachverband Holzbearbeitungsmaschinen im VDMA e. V.

## Vorgeschichte
Die Ligna fand bis 1975 im Rahmen der Hannover Messe statt. Der große Platzbedarf führte zu der Idee, diesen Bereich in eine separate Messeveranstaltung auszugliedern. Daraufhin entstand im Jahre 1975 die Ligna Plus. Seither findet die Messe im Zwei-Jahres-Rhythmus statt.

## Ausstellungsschwerpunkte
Zu sehen sind Maschinen und Geräte aus folgenden Bereichen:
- Forstwirtschaft und Forsttechnik
- Sägewerkstechnik
- Massivholzverarbeitung
- Holzwerkstoff und Furnierherstellung
- Handwerk, Holz und mehr
- Möbelindustrie
- Bioenergie aus Holz
- Sonderpräsentationen

## Die Ligna in Zahlen
Ligna Plus 2001
- Besucher: 114.169
- Aussteller: 1.933
- Fläche: 145.083 m²

Ligna Plus 2003
- Besucher: 98.267
- Aussteller: 1.720
- Fläche: 132.355 m²

Ligna Plus 2005
- Besucher: 96.675
- Aussteller: 1.800
- Fläche: 129.083 m²

Ligna Plus 2007
- Besucher 107.000
- Aussteller: 1.879
- Fläche: 134.583 m²

Ligna Plus 2009
- Besucher 83.000
- Aussteller: 1.758 aus 50 Staaten
- Fläche: 130.152 m²

LIGNA 2011
- Besucher: 90.000
- Aussteller: 1.765 aus 52 Staaten
- Fläche: 130.000 m²

LIGNA 2013
- Besucher: 90.000
- Aussteller: 1.637 aus 46 Staaten
- Fläche: 124.000 m²

LIGNA 2015
- Besucher: 96.000
- Aussteller: 1.567 aus fast 50 Staaten
- Fläche: 120.000 m²

LIGNA 2017
- Besucher: 93.000
- Aussteller. 1.500
- Fläche: 129.000 m²

LIGNA 2019
- Besucher: 90.000
- Aussteller. 1.500 aus 50 Staaten

LIGNA 2023
- Besucher: 80.000
- Aussteller: 1.300 aus 50 Staaten
- Fläche: 114.000